# 대한민국 경찰공무원의 계급 목록
이 문서는 대한민국의 경찰공무원 계급에 관한 목록이다.
경찰관과 모든 공무원은 ‘계급’으로 나뉘며, ‘직급’이라고도 쓰이나 법령상 계급이 맞는 말이다. 통상 계급에 상관없이 ‘경찰관’이라고 불린다. 소방관 및 교도관도 마찬가지이다.

## 경찰청 및 해양경찰청 소속 경찰관의 계급
경찰청 및 해양경찰청 소속 경찰관은 국가공무원법, 경찰공무원법을 적용받는 국가경찰공무원으로 같은 계급을 사용한다. 다만, 제주특별자치도 자치경찰단은 국가공무원이 아닌 지방공무원 신분을 가지며, 계급 앞에 "자치"라는 단어를 덧붙인다.
- 비간부(치안 실무자) : 일선 경찰서, 지구대에 배치되어 국민과 가장 밀접한 업무를 수행하는 경찰공무원의 뿌리라 볼 수 있다. 순경, 경장, 경사로 하단부 태극장 위에 2개의 무궁화 잎으로 둘러싸인 무궁화 봉오리 수로 구분(2~4개). 하단부의 태극장은 만물의 근원으로서 '대한민국'과 '국민'을 상징하며, 꽃잎으로 둘러싸여 있는 무궁화 봉오리는 곧 무궁화 꽃으로 피어날 수 있는 희망과 가능성을 표현한 것으로 국민의 생명과 재산을 지키는 경찰의 기본 임무를 성실하게 수행함과 동시에 끊이지 않는 노력을 통해 무궁화 꽃으로 거듭날 수 있는 희망과 가능성을 겸비한 경찰을 의미한다(소방관의 소방사~소방장, 공무원의 서기보(9급)~주사보(7급), 국군의 부사관 상당).
- 초급·중간급 간부 : 경위(초급), 경감, 경정, 총경으로, 일반인들에게는 좀 생소한 편이다. 중앙에 태극장을 배치한 오각장 무궁화의 수로 구분(1~4개). 태극장은 만물의 근원으로서 '대한민국'과 '국민'을 상징하며, 이를 감싼 무궁화는 조직에서의 가장 중추적인 위치를 의미하는 것으로 국가를 수호하고 국민에게 봉사하는 경찰로서 가장 능동적이고 활동적인 치안 임무를 수행해 나가며 경찰조직의 중심적인 역할을 하는 핵심 경찰간부를 의미한다(소방관의 소방위~소방정, 공무원의 주사(6급)~서기관(4급), 국군의 영관급 장교 상당).
- 고위급 간부 : 경무관, 치안감, 치안정감, 치안총감으로, 일반인들에게는 아주 생소하다. 중앙에 태극장을 배치한 무궁화 둘레에 같은 오각장 무궁화를 5각으로 연결한 태극무궁화의 둘레에 같은 무궁화 5개를 5각으로 연결한 태극무궁화의 수(1~4개)로 구분. 태극무궁화의 태극장은 만물의 근원으로서 '대한민국'하고 '국민'을 상징하며, 이를 감싸고 있는 5개의 무궁화는 5각 형태로 배치되어 하나의 큰 무궁화로 승화된 것으로 경찰조직의 최상위 계급을 의미함. 태극무궁화의 오각장은 “忠(충성)·信(믿음)·仁(어짊)·義(정의)·勇(용맹)”을 상징하며, 다섯가지의 경찰이 지향하는 가치개념을 의미하며, 이를 토대로 위로는 국민과 국가를 받들고, 아래로는 경찰조직의 견인차 역할을 수행하는 고위급 간부의 리더십을 의미한다(소방관의 소방준감~소방총감, 공무원의 고위공무원단 ~ 차관급, 국군의 준장~대장과 동급).

| 구분        | 계급                | 계급장 | 급수   | 직위 | 대응                                                                |
| 고위급 간부 | 치안총감 (治安總監) |        | 차관급 | - 경찰청장 - 해양경찰청장 | - 소방관 : 소방총감(소방청장) - 국군 : 대장(大將) - 공무원 : 차관급 |
| 고위급 간부 | 치안정감 (治安正監) |        | 1급    | - 경찰청 차장 - 경찰대학장 - 서울, 부산, 인천, 경기남부지방경찰청장 - 해양경찰청 차장 - 중부지방해양경찰청장 | - 소방관 : 소방정감 - 국군 : 중장(中將) - 공무원 : 관리관(1급)      |
| 고위급 간부 | 치안감 (治安監)     |        | 2급    | - 경찰청 국장 - 경찰인재개발원장 - 중앙경찰학교장 - 지방경찰청장 (단, 서울, 부산, 인천, 경기남부, 세종지방청장은 제외) - 서울, 경기남부지방경찰청 차장 - 해양경찰청 국장 - 해양경찰교육원장 - 서해, 남해지방해양경찰청장 | - 소방관 : 소방감 - 국군 : 소장(少將) - 공무원 : 이사관(2급)        |
| 고위급 간부 | 경무관 (警務官)     |        | 3급    | - 경찰청 기획관 - 경찰대학 부장, 치안정책연구소장 - 경찰수사연수원장 - 세종특별자치시지방경찰청장 - 경기북부, 제주지방경찰청 차장 - 지방경찰청 부장 - 서울지방경찰청 101경비단장, 기동본부장 - 송파, 강서(서울), 인천남동, 대구성서, 부산해운대, 수원남부, 분당, 부천원미, 청주흥덕, 전주완산, 광주광산, 창원중부경찰서장 - 인천지방경찰청 인천국제공항경찰단장 - 해양경찰청 기획관 - 동해, 제주지방해양경찰청장 - 지방해양경찰청 부장 - 제주특별자치도 자치경찰단장(자치경무관) - 군대의 준장(여단장) 계급에 해당. | - 소방관 : 소방준감 - 국군 : 준장(准將) - 공무원 : 부이사관(3급)    |
| 중간급 간부 | 총경 (總警)         |        | 4급    | - 경찰청 과장, 담당관 - 경찰대학 과장 - 경찰인재개발원 과장 - 중앙경찰학교 과장 - 경찰수사연수원 과장 - 지방경찰청 과장, 직할대장 - 경찰서장 - 기동대장 - 해양경찰청 과장, 담당관 - 중앙해양특수구조단장 - 해양경찰서장 - 5000톤급 함장 | - 소방관 : 소방정 - 국군 : 대령(大領) - 공무원 : 서기관(4급)        |
| 중간급 간부 | 경정 (警正)         |        | 5급    | - 경찰서 과장 - 지방경찰청 계장 - 서해해양특수구조대장 - 1000톤급 이상 함장 - 불법사행산업감시·신고센터장 | - 소방관 : 소방령 - 국군 : 중령(中領) - 공무원 : 사무관(5급)        |
| 중간급 간부 | 경감 (警監)         |        | 6급    | - 경찰서 계장 - 전투경찰 기동중대장 - 지구대장 - 동해해양특수구조대장 - 한강안전센터장 - 250톤급 이상 함장 | - 소방관 : 소방경 - 국군 : 소령(少領) - 공무원 : 주사(6급 갑)       |
| 초급 간부   | 경위 (警衛)         |        | 6급    | - 파출소장 - 경찰서 반장 - 제주수련원관리소장 - 경찰대학 졸업생 임관 시 계급 - 치안센터장 - 100톤급 이하 정장 | - 소방관 : 소방위 - 공무원 : 주사(6급 을)                           |
| 비간부      | 경사 (警査)         |        | 7급    | | - 소방관 : 소방장 - 국군 : 상사(上士) - 공무원 : 주사보(7급)        |
| 비간부      | 경장 (警長)         |        | 8급    | | - 소방관 : 소방교 - 국군 : 중사(中士) - 공무원 : 서기(8급)          |
| 비간부      | 순경 (巡警)         |        | 9급    | | - 소방관 : 소방사 - 국군 : 하사(下士) - 공무원 : 서기보(9급)        |

## 현역(전환복무)

### 의무전투경찰순경
- 의무경찰은 경찰청 소속 의무경찰과 해양경찰청 소속 의무경찰 두 가지가 있다. 병사에 해당하는 계급 기간에 따라 월급을 받는다.

## 같이 보기
- 대한민국 소방공무원의 계급 목록
- 대한민국 교정공무원의 계급 목록
- 군인 계급
- 경찰위원회
- 제주특별자치도 자치경찰단
- 청원경찰
- 계급
- 공무원
- 사회계급